# Esquirol terrestre de Geoffroy
L'esquirol terrestre de Geoffroy (Xerus erythropus) és una espècie de rosegador de la família dels esciúrids. Viu a Benín, Burkina Faso, el Camerun, la República Centreafricana, el Txad, el Congo, la República Democràtica del Congo, Costa d'Ivori, Eritrea, Etiòpia, Gàmbia, Ghana, Guinea, Guinea Bissau, Kenya, Mali, Mauritània, el Marroc, el Níger, Nigèria, el Senegal, Sierra Leone, el Sudan del Sud, el Sudan, el Togo i Uganda. Ocupa una gran varietat d'hàbitats, des dels boscos secs fins als manglars, passant pels boscos d'aiguamolls. És una espècie en risc mínim, és a dir, no sembla que hi hagi cap amenaça significativa per a la seva supervivència.